# 吕松站
吕松站是法国的一个铁路车站，位于法国西部城市吕松。

## 位置
吕松站位于吕松市区的北部，南特－圣特铁路112.987公里处，距离永河畔拉罗什站大约37公里。车站大致呈东西走向，开口朝南。

## 设施
吕松站设有人工售票窗口，其开放时间如下：
- 周一：7:00~12:10和13:15~18:30
- 周二至周六：10:00~12:00和13:15~18:30
- 周日及节假日：和13:15~20:30

此外，吕松站站内还设有自动售票机等设施。

## 停靠线路
以下列车线路在吕松站停靠：
| 吕松站列车线路表 |            |              |          |              |
| 线路             | 车种       | 上一站       | 下一站   | 大致运行频率 |
| 南特—波尔多      | INTERCITÉS | 永河畔拉罗什 | 拉罗谢尔 | 每天3趟      |
| 南特—拉罗谢尔    | TER        | 永河畔拉罗什 | 拉罗谢尔 | 每天1趟      |
| 1. 2.            |            |              |          |              |

## 配套交通

### 长途客车
| 停靠吕松站的大巴车 |                | |
| 上下车地点         | 运营单位       | 主要线路及目的地 |
| 吕松站门口         | 旺代省城际客运 | - 140线（每天1~2趟）：永河畔拉罗什、莱河畔马勒伊迪塞、沙艾耶雷马赖、拉罗谢尔 - 150线（每天2~5趟）：滨海拉福特、滨海拉特朗什、雷萨布勒多洛讷     |
| 吕松站门口         | SNCF Car TER   | - 15线：永河畔拉罗什、莱河畔马勒伊迪塞、纳列、穆泽伊圣马丁、丰特奈勒孔特 - 当某条铁路线施工或罢工时，SNCF可能也会提供途径该线路沿途站点的大巴车 |
| 1. 2. 3.           |                | |

### 市内交通
距离吕松站最近的公交车站名称为"Meuniers"，位于吕松站东南侧大约100米处，吕松市区公交3路（单循环线路）经过该站，该线路每周三6班，每周五和周六各3班，节假日停运。

### 社会车辆
吕松站门口设有社会车辆停车场。

## 临近车站
| 吕松站（Gare de Luçon）        |                |              |
| 上行车站                       | 线路           | 下行车站     |
| 永河畔拉罗什站                 | 南特－圣特铁路 | 拉罗谢尔城站 |
| - 本表仅显示运营中的线路及车站 |                |              |